# Café Central
Le Café Central (allemand : das Café Central) est un établissement viennois situé au 14 Herrengasse, dans l'arrondissement d'Innere Stadt, à l'emplacement de l'ancienne Bank und Börsengebäude (banque et bureau de change) aujourd'hui dénommé Palais Ferstel, du nom de son architecte Heinrich von Ferstel.

## Histoire
Ouvert en 1876, il devient, à la fin du XIXe siècle l'un des hauts-lieux de la scène intellectuelle viennoise. On trouve parmi ses habitués Peter Altenberg, Theodor Herzl, Alfred Adler, Egon Friedell, Hugo von Hofmannsthal, Anton Kuh (en), Adolf Loos, Leo Perutz et Alfred Polgar. On y remarque aussi, plus ponctuellement et notamment en janvier 1913, la présence de Sigmund Freud, Josip Broz Tito, Adolf Hitler, Léon Trotski et Joseph Staline, les deux derniers étant des clients réguliers.

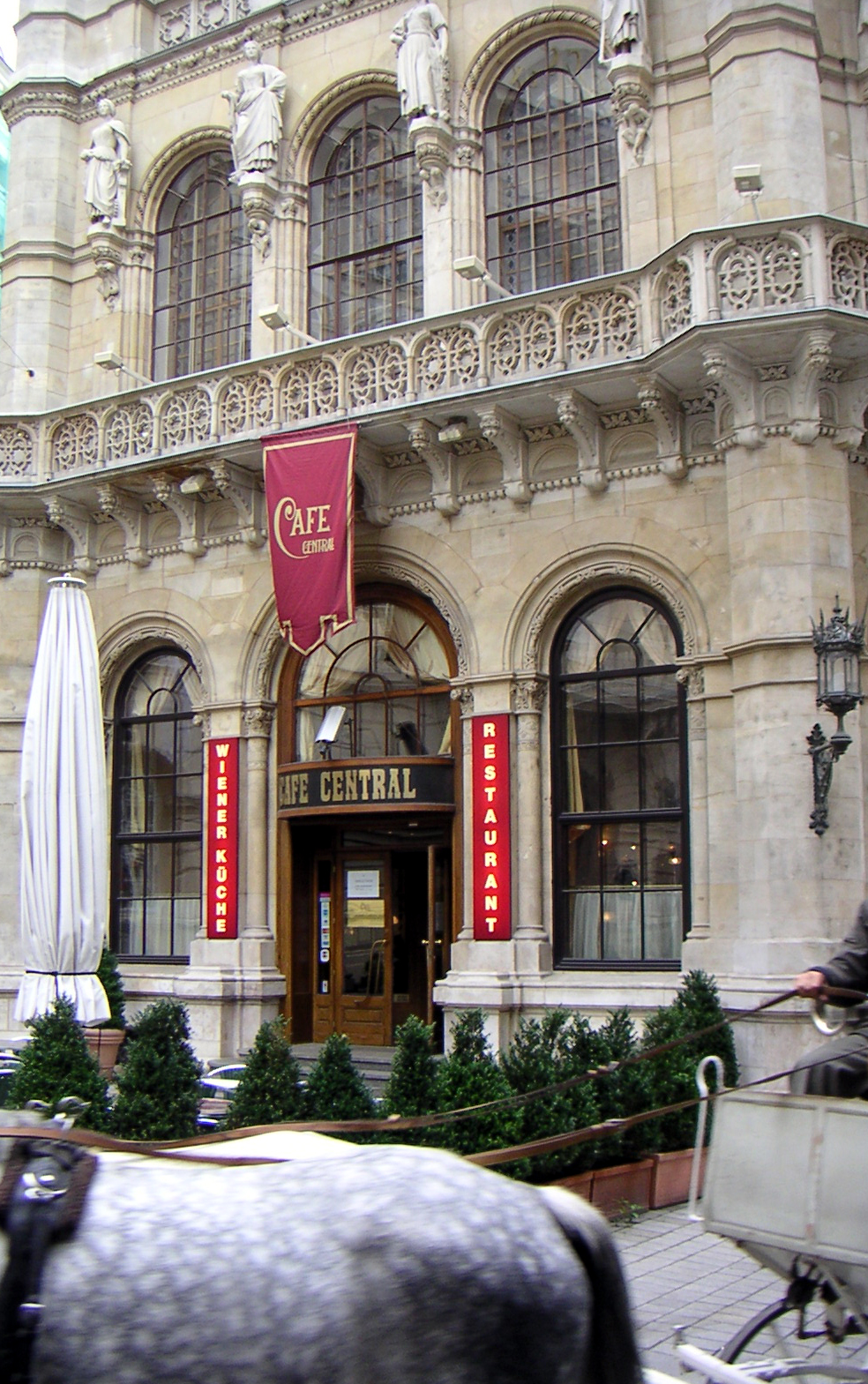
Entrée principale du Café Central, Herrengasse à Vienne

Lorsque Victor Adler s'opposa au comte Berchtold, le ministre des affaires étrangères d'Autriche-Hongrie, en objectant que la guerre entraînerait une révolution en Russie, celui-ci répliqua : « Et qui conduira cette révolution ? Monsieur Bronstein peut-être, assis là-bas au fond du Café Central ? ».
Jusqu'en 1938, le café est appelé Die Schachhochschule (l'école d'échecs) en raison de la présence de nombreux joueurs. Le Cercle viennois des positivistes y tient ses réunions avant et après la Première Guerre mondiale.
À la fin de la Seconde Guerre mondiale, le café ferme ses portes. En 1975, le Palais Ferstel est rénové et le Café Central ouvre à nouveau, dans une autre partie du bâtiment toutefois. Il est entièrement rénové en 1986 et est aujourd'hui un site touristique de premier plan et un café très populaire en raison de sa place dans l'histoire littéraire.